# Hapsifera lecithala
Hapsifera lecithala är en fjärilsart som beskrevs av László Anthony Gozmány och Lajos Vári. Hapsifera lecithala ingår i släktet Hapsifera och familjen äkta malar. Inga underarter finns listade i Catalogue of Life.